# Liste von Zeitungen in Dänemark
Die Liste von Zeitungen in Dänemark führt Tages- und Wochenzeitungen auf, die in Dänemark (ohne die Autonomiegebiete Färöer und Grönland) erscheinen.

## Geschichte des dänischen Zeitungsmarkts
Abgesehen von ersten Flugblättern ab 1482 nahm die Zeitungsgeschichte des Landes mit dem Erscheinen von zunächst noch vorwiegend deutschsprachigen Wochenzeitungen ab 1634 seinen Anfang. Erst die von 1666 bis 1777 herausgebrachte Monatsschrift Den Danske Mercurius gilt als frühes Beispiel einer dänischsprachigen Zeitung. Zensur und Lizenzzwang waren bis zum ersten Verfassungsentwurf des dänischen Grundgesetzes im Jahr 1848 an der Tagesordnung und wirkten sich auf den Inhalt der Publikationen aus. 1749 erschien die erste Ausgabe der Kiøbenhavnske Danske Post-Tidender, dem Vorläufer der Berlingske und der Wochenzeitung Weekendavisen. Von Beginn an nahm die erste Tageszeitung Dänemarks eine Spitzenposition auf dem Zeitungsmarkt ein, die bis in die Gegenwart anhält. Erste Lokalzeitung war die Aalborg Stiftstidende von 1769. Ab der zweiten Hälfte des 19. Jahrhunderts blühte der Zeitungsmarkt im Zuge der Industrialisierung auf, was unter anderem mit neuen Drucktechniken und niedrigeren Papierkosten begründet werden kann. Die Neugründungen waren Organe dänischer Parteien, die überall im Land erschienen und parteipolitische Themen, Meinungen und Kulturdebatten beinhalteten. 1905 wurde eine Pressereform eingeleitet, bei der sich neben dem Format die inhaltliche Ausrichtung der Tageszeitungen änderte. Berichtet wurde fortan auch über Themen aus dem Alltagsleben und der Wirtschaft; Reportagen und Leserservice wurden nach US-amerikanischem Vorbild eingebracht. Von der bis zum Ersten Weltkrieg umgesetzten Reform profitierten vor allem die beiden Morgenblätter und Boulevardzeitungen Ekstra Bladet (ab 1904), ein Extrablatt der Politiken, und BT (ab 1916), eine Publikation der Berlingske Media. In Jütland wurde ab 1871 die Jyllands-Posten herausgegeben, die als anfängliche Regionalzeitung den Markt auf der Halbinsel beherrschte und sich in der zweiten Hälfte des 20. Jahrhunderts auch in den restlichen Landesteilen durchsetzte.

### Zeitungssterben
Nach Aufgabe des Nachrichtenmonopols mussten die Zeitungen ab 1926 mit dem Radio konkurrieren. Die deutsche Besatzung im Zweiten Weltkrieg zog zwar nochmal eine Verdoppelung der Auflagenzahlen nach sich, darunter befanden sich auch illegale Schriften wie die Dagbladet Information; doch das konnte nicht das ab den 1930er Jahren einsetzende Zeitungssterben verhindern. Fernsehnachrichtensendungen wie TV Avisen ab 1965, das Zulassen von Privatsendern ab 1988, das Internet und nicht zuletzt Gratiszeitungen (ab 2001) wie MetroXpress, 24timer und Urban taten ihr Übriges, so dass von 123 redaktionell selbständigen Tageszeitungen von 1945 ein halbes Jahrhundert später (1994) nur noch 33 zurückblieben. Für den Juli 2011 wurde ein historischer Rückgang der Auflagenzahlen sämtlicher Kauf- und Abonnementzeitungen verzeichnet, als die Anzahl der veräußerten Exemplare, darunter auch die der drei größten (Jyllands-Posten, Berlingske und Politiken), erstmals die Hunderttausender-Marke unterschritt.

## Landesweit erscheinende Tageszeitungen
| Zeitung                     | Sitz        | Auflage (2. Hlbj. 2010) |
| --------------------------- | ----------- | ----------------------- |
| B.T.                        | Kopenhagen  | 69.839                  |
| Berlingske                  | Kopenhagen  | 101.121                 |
| Dagbladet Børsen            | Kopenhagen  | 72.868                  |
| Dagbladet Licitationen      | Herlev      | 3.456                   |
| Dagbladet Information       | Kopenhagen  | 21.371                  |
| Ekstra Bladet               | Kopenhagen  | 72.986                  |
| Jyllands-Posten             | Aarhus-Viby | 106.717                 |
| Kristeligt Dagblad          | Kopenhagen  | 26.267                  |
| MetroXpress (Gratiszeitung) | Kopenhagen  | 186.615                 |
| Politiken                   | Kopenhagen  | 97.968                  |
| Urban (Gratiszeitung)       | Kopenhagen  | 93.978                  |
| 24timer (Gratiszeitung)     | Kopenhagen  | 141.341                 |

## Regionale Tageszeitungen

### Fünen
| Zeitung             | Sitz       | Auflage (2. Hlbj. 2010) |
| ------------------- | ---------- | ----------------------- |
| Fyens Stiftstidende | Odense     | 46.210                  |
| Fyns Amts Avis      | Svendborg  | 12.639                  |
| Kjerteminde Avis    | Kerteminde | 1.790                   |

### Jütland
| Zeitung                                   | Sitz          | Auflage (2. Hlbj. 2010) |
| ----------------------------------------- | ------------- | ----------------------- |
| Århus Stiftstidende                       | Aarhus        | 21.297                  |
| Dagbladet Holstebro-Struer                | Holstebro     | 11.493                  |
| Dagbladet Ringkjøbing-Skjern              | Ringkøbing    | 8.594                   |
| Der Nordschleswiger (deutsch)             | Aabenraa      | 2.161                   |
| Herning Folkeblad                         | Herning       | 11.896                  |
| Horsens Folkeblad                         | Horsens       | 13.540                  |
| JydskeVestkysten                          | Esbjerg       | 60.498                  |
| Midtjyllands Avis                         | Silkeborg     | 12.721                  |
| Morsø Folkeblad                           | Nykøbing Mors | 4.966                   |
| Nordjyske Stiftstidende                   | Aalborg       | 53.742                  |
| Randers Amtsavis                          | Randers       | 8.415                   |
| Skive Folkeblad                           | Skive         | 10.456                  |
| Vejle Amts Folkeblad / Fredericia Dagblad | Vejle         | 16.687                  |
| Viborg Stifts Folkeblad                   | Viborg        | 8.807                   |

### Seeland, Lolland-Falster und Bornholm
| Zeitung                               | Sitz               | Auflage (2. Hlbj. 2010) |
| ------------------------------------- | ------------------ | ----------------------- |
| Bornholms Tidende                     | Rønne              | 10.229                  |
| Dagbladet / Frederiksborg Amts Avis   | Ringsted, Hillerød | 39.685                  |
| Helsingør Dagblad                     | Helsingør          | 5.549                   |
| Holbæk Amts Venstreblad (Nordvestnyt) | Holbæk             | 11.760                  |
| Kalundborg Folkeblad (Nordvestnyt)    | Holbæk             | 5.911                   |
| Lolland-Falsters Folketidende         | Nykøbing Falster   | 17.579                  |
| Sjællandske                           | Næstved            | 16.949                  |

## Sonntagszeitungen und Wochenendausgaben
| Zeitung                 | Sitz        | Auflage (2. Hlbj. 2010) |
| ----------------------- | ----------- | ----------------------- |
| Århus Stiftstidende     | Aarhus      | 26.160                  |
| B.T.                    | Kopenhagen  | 94.223                  |
| Berlingske              | Kopenhagen  | 120.662                 |
| Ekstra Bladet           | Kopenhagen  | 102.278                 |
| Fyens Stiftstidende     | Odense      | 54.759                  |
| Fyns Amts Avis          | Svendborg   | 12.897                  |
| JydskeVestkysten        | Esbjerg     | 67.462                  |
| Jyllands-Posten         | Aarhus-Viby | 139.059                 |
| Nordjyske Stiftstidende | Aalborg     | 60.067                  |
| Politiken               | Kopenhagen  | 126.027                 |
| Weekendavisen           | Kopenhagen  | 52.588                  |

## Wochenzeitungen und -magazine
| Zeitung            | Sitz       | Auflage (2. Hlbj. 2010) |
| ------------------ | ---------- | ----------------------- |
| 7 TV-Dage          | Kopenhagen | 33.369                  |
| Alt for Damerne    | Hellerup   | 61.059                  |
| Anders And & Co.   | Kopenhagen | 37.335                  |
| Billed Bladet      | Kopenhagen | 176.786                 |
| ErhvervsBladet     | Kopenhagen | 11.169                  |
| Familie Journalen  | Kopenhagen | 178.208                 |
| Femina             | Kopenhagen | 60.882                  |
| Hendes Verden      | Hellerup   | 38.732                  |
| Her og Nu          | Hellerup   | 102.915                 |
| Hjemmet            | Hellerup   | 132.336                 |
| Ingeniøren         | Kopenhagen | 79.750                  |
| Kig Ind            | Kopenhagen | 51.522                  |
| Politiken Weekly   | Kopenhagen | 1.899                   |
| Se og Hør          | Kopenhagen | 155.509                 |
| Søndag             | Kopenhagen | 83.755                  |
| Tipsbladet Indsigt | Kopenhagen | 7.416                   |
| Ude og Hjemme      | Kopenhagen | 142.575                 |